# Морисон (Оклахома)
Морисон (енгл. Morrison) град је у америчкој савезној држави Оклахома.

## Демографија
По попису из 2010. године број становника је 733, што је 97 (15,3%) становника више него 2000. године.
| Група             | 2000.       | 2010.       |
| Белци             | 560 (88,1%) | 616 (84,0%) |
| Афроамериканци    | 2 (0,3%)    | 4 (0,5%)    |
| Азијати           | 3 (0,5%)    | 0 (0,0%)    |
| Хиспаноамериканци | 27 (4,2%)   | 16 (2,2%)   |
| Укупно            | 636         | 733         |